# Симуляційна кабіна
Симуляційна кабіна (англ. Simulation cockpit) — це середовище, призначене для копіювання кабіни автомобіля. Хоча багато ям зазвичай проектують навколо кабіни літака, цей термін однаково справедливий для проєктів поїздів, космічних кораблів або автомобілів.

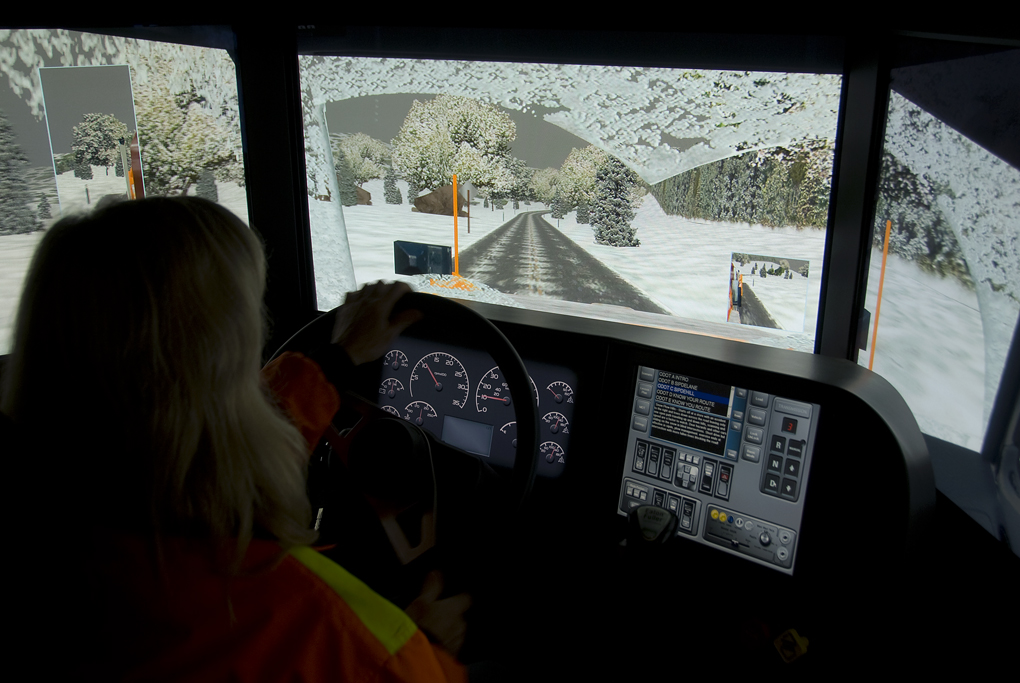
Симуляційна кабіна вантажіки

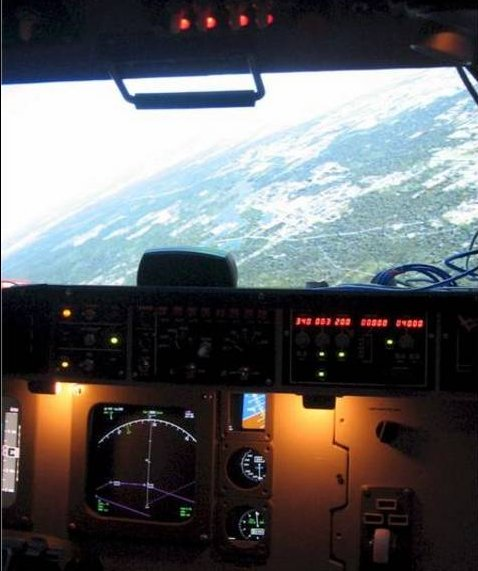
Саморобний симулятор у стилі Boeing із використанням стандартного обладнання

Симуляційна кабіна зазвичай використовується для призначення в аматорських цілях, домашніх установок, які є предметом цієї статті. Для отримання додаткової інформації про комерційні симулятори польотів перегляньте симулятор польоту.